# Photosynthese (Spiel)
Photosynthese (englischer Originaltitel: Photosynthesis) ist ein Brettspiel des Spieleautors Hjalmar Hach. Das Spiel für zwei bis vier Spieler ab zehn Jahren dauert etwa 30 bis 60 Minuten pro Runde und ist im Jahr 2017 bei dem Verlag Blue Orange Games erschienen. 2018 wurde das Spiel mit dem Spielepreis Mensa Select der amerikanischen Sektion des Verbandes Mensa International ausgezeichnet, in Deutschland wurde es für den Spielegrafikpreis Graf Ludo für die beste Familienspielgrafik nominiert.

## Thema und Ausstattung
Bei Photosynthesis geht es den Spielern darum, Bäume zu pflanzen und so auf dem Spielfeld zu positionieren, dass sie über das Jahr optimal mit Licht versorgt werden und nicht im Schatten höherer Bäume stehen. Die Spieler sammeln Punkte, indem sie ihre Bäume an den besten Plätzen einpflanzen und sie wachsen lassen. (Siehe auch Photosynthese.)

Das Spielmaterial besteht neben einer Spielanleitung aus:
- einem Spielplan mit einem sechsseitigen Spielfeld,
- vier Spielertableaus in den vier Spielerfarben,
- 24 Samen, je sechs in den vier Spielerfarben,
- 32 kleine Bäume, je acht in den vier Spielerfarben,
- 16 mittlere Bäume, je vier in den vier Spielerfarben,
- acht große Bäume, je zwei in den vier Spielerfarben,
- einer Sonne
- einem Startspielermarker
- vier Sonnenmarker
- vier Rundenchips
- 24 Punktechips

## Spielweise

### Spielvorbereitung
Vor dem Spiel wird der Spielplan in die Tischmitte platziert. Jeder Spieler wählt eine Spielerfarbe aus und bekommt das entsprechende Spielerplateau, die Samen und die insgesamt 14 Bäume sowie einen Sonnenmarker. Die Punktechips werden nach Farben getrennt in vier Stapeln in absteigender Reihenfolge mit dem höchsten Wert ganz oben sortiert, die Stapel kommen neben den Spielplan. Jeder Spieler füllt die freien Felder auf seinem
Tableau mit seinen Bäumen von klein nach groß auf und legt 4 der 6 Samen auf die entsprechenden Samenfelder. Danach legt er den Sonnenmarker als Punktemarker auf Feld 0 seiner Sonnenleiste. Die übrigen jeweils zwei Samen, die vier kleinen und der mittlere Baum werden als pflanzbereite Bäume und Samen jeweils neben die Tableaus gestellt.
Beginnend mit einem Startspieler stellt jeder Spieler reihum im Uhrzeigersinn einen seiner kleinen pflanzbereiten Bäume auf ein beliebiges freies Feld mit einem Blatt am Rand des Spielplans und wiederholt dies bis jeder Spieler zwei Bäume eingesetzt hat. Die Sonne wird an die mit dem Sonnensymbol markierte
Stelle des Spielplans angelegt und die Rundenchips 1, 2 und 3 werden in absteigender Reihung als Stapel neben den Spielplan gelegt.

### Spielablauf
Das Spiel Photosynthese verläuft über 3 Sonnenumläufe mit je sechs Runden, insgesamt also über 18 Runden. Jede Runde wiederum verläuft über 2 Phasen, die Sonnenscheinphase und die Aktionsphase.
In der Sonnenscheinphase bewegt der Startspieler die Sonne im Uhrzeigersinn jeweils bis zur nächsten Ecke des Sechsecks. Die Spieler erhalten jeweils Sonnenpunkte für jeden ihrer Bäume, der sich nicht im Schatten eines anderen Baumes befindet und setzen ihren Sonnenmarker auf der Zählleiste entsprechend vor. Die Bäume werfen jeweils einen Schatten entsprechend ihrer Größe auf die Seite, die von der Sonne abgewandt ist, die kleinen Bäume werfen also einen Schatten von einem, die mittleren von zwei und die großen von drei Feldern. Ein Baum, der im Schatten eines anderen Baumes steht, sammelt jedoch Sonnenpunkte, falls er größer ist als der schattenwerfende Baum und wirft selbst einen Schatten. Für jeden kleinen Baum erhält der Spieler einen, für jeden mittelgroßen Baum zwei und für jeden großen Baum drei Punkte; Samen bringen keine Punkte.
In der Aktionsphase darf jeder Spieler beginnend mit dem Startspieler beliebig viele Aktionen ausführen, wobei jede Aktion mit Sonnenpunkten bezahlt werden musst. Ein Spieler darf aber niemals mehr als eine Aktion ausführen, die das gleiche Spielfeld betrifft. Als Aktionen können die Spieler
- kaufen: Mit den Sonnenpunkten können sie Bäume und Samen von ihrem Tableau „kaufen“. Sie müssen dabei immer innerhalb jeder Spalte von unten nach oben einkaufen. Hat ein Spieler die Sonnenpunkte ausgegeben, stellt er die gekauften Bäume und Samen als pflanzbereit neben sein Tableau.
- Samen pflanzen: Für jeweils einen Sonnenpunkt kann ein Spieler einen pflanzbereiten Samen in der Nähe eines seiner Bäume einpflanzen. Der maximal Abstand der Samen von dem Baum hängt von der Größe desselben ab, dabei darf der Spieler den Samen bei einem kleinen Baum mit einem Feld, bei einem mittleren Baum mit zwei Feldern und bei einem großen Baum mit drei Feldern Abstand einpflanzen. An einer Pflanzung sind zwei Felder beteiligt, zum einen das Ausgangsfeld des Baumes, von dem der Samen stammt, und zum anderen das Zielfeld, auf dem der Samen eingepflanzt wird. Derselbe Baum darf entsprechend in einem Zug nicht zwei Samen aussäen oder erst wachsen und dann aussäen und der Samen kann nicht in derselben Spielrunde zu einem kleinen Baum heranwachsen.
- einen Baum wachsen lassen: Der Spieler kann mit seinen Sonnenpunkten seine Samen und Bäume durch Bäume der nächsten Größe ersetzen, die er bereits gekauft und pflanzbereit neben seinem Tableau stehen hat. Dabei wird ein Samen wird für einen Sonnenpunkt zum kleinen Baum, ein kleiner Baum für zwei Sonnenpunkte zum mittleren Baum und ein mittlerer Baum für drei Sonnenpunkte zum großen Baum. Bäume und Samen, die der Spieler durch das wachsen lassen vom Spielplan nimmt, stellt er zurück auf sein Tableau auf das oberste freie Feld der entsprechenden Spalte. Wenn kein entsprechendes Feld frei ist, wird er aus dem Spiel genommen.
- Sammeln: Mit vier Sonnenpunkten kann ein Spieler einen großen Baum vom Spielfeld entfernen und bekommt dafür den obersten Punktechip von dem Stapel, der in Farbe und Blätteranzahl zum Feld des entsprechenden Baumes passt. Ist der Stapel leer, nimmt er den obersten Chip vom nächsten Stapel. Den Baum stellt er zurück auf sein Tableau auf das oberste freie Feld der rechten Spalte.

Wenn alle Spieler ihre Aktionen durchgeführt und damit ihre Züge beendet haben, endet die Runde. Der Startspielermarker wird an den nächsten Spieler weitergegeben. Immer wenn die Sonne einmal vollständig um das Spielfeld gezogen ist, wird der oberste Rundenchip vom Stapel genommen und damit die aktuelle Runde angezeigt.

### Spielende und Auswertung
Das Spiel endet, wenn die Sonne drei volle Umläufe um den Spielplan gedreht hat und der letzte Rundenchip entfernt wird. Jeder Spieler addiert die Punkte seiner Punktechips und erhält zusätzlich einen Punkt für jede begonnene Reihe auf seiner Sonnenleiste. Es gewinnt der Spieler, der nach der Auswertung die meisten Punkte hat. Bei einem Gleichstand gewinnt der Spieler, der mit seinen Bäumen und Samen mehr Felder auf dem Spielplan besetzt hat.

## Rezeption und Erweiterungen
Das Spiel Photosynthese wurde von dem Spieleautor Hjalmar Hach entwickelt und im Jahr 2017 bei dem Verlag Blue Orange Games in einer multilingualen und in einer englischen Version (Le Manoir Infernal) veröffentlicht. 2018 folgte eine Version auf Portugiesisch bei Mandala Jogos, eine Version auf Polnisch von Portal Games, eine multiliguale nordische Version bei Lautapelit.fi, eine koreanische Version von Happy Baobab, eine bulgarische Version von Fantasmagoria sowie eine deutschsprachige Version bei Blue Orange Games, die von Asmodee Deutschland vertrieben wird.
2018 wurde das Spiel mit dem Spielepreis Mensa Select der amerikanischen Sektion des Verbandes Mensa International ausgezeichnet, in Deutschland wurde es für den Spielegrafikpreis Graf Ludo für die beste Familienspielgrafik nominiert.

## Belege
1. 1 2 3 4 5 6 7 8  Spielanleitung Photosynthese; abgerufen am 6. September 2018.
2. ↑  Photosynthesis, Versionen bei BoardGameGeek. Abgerufen am 6. September 2018.
3. ↑  2018 Mensa Select® Winners Announced; abgerufen am 6. September 2018.
4. ↑  GRAF LUDO 2018 - Die Auswahlliste (Memento des Originals vom 1. Oktober 2017 im Internet Archive)  Info: Der Archivlink wurde automatisch eingesetzt und noch nicht geprüft. Bitte prüfe Original- und Archivlink gemäß Anleitung und entferne dann diesen Hinweis.; abgerufen am 6. September 2018.